# Љубиша Рајковић
Љубиша Рајковић (Доња Трнава, Ниш, 3. октобар, 1950) бивши је југословенски и српски фудбалер.

## Каријера
Каријеру је почео у пионирском тиму Радничког Ниш, 1965. године, где је остао до 1967. године. Од средине 1967. године професионално је почео да се бави фудбалом и заиграо за први тим Радничког из Ниша, на позицији десног бека. У тиму је остао до 1979. године, а одиграо је 440 утакмица (285 првенствених), на скоро свим у одбрани. Од 1979. године играо је за француску Бастију на 96 утакмица (46 првенствених) и ту завршио фудбалску каријеру, 1981. године.
Одиграо је 15 утакмица за омладинску репрезентацију Југославије у периоду од 1968. до 1969. године, 17 за младу (1968—1973) и 14 утакмица за најбољу репрезентацију Југославије. Дебитовао је 6. маја 1970. године у мечу против репрезентације Румуније у Букурешту, а последњу утакмицу за национални тим одиграо је 8. фебруара 1977. године против Мексика у Монтереју.
Након што је престао да игра фудбал, посветио се тренерском послу и тренирао у омладинској школи Радничког Ниш.